# Гришково (Холм-Жирковский район)
Гришково — деревня в Холм-Жирковском районе Смоленской области России. Входит в состав Нахимовского сельского поселения. Население — 8 жителей (2007 год). 
Расположена в северной части области в 6 км к северо-востоку от Холм-Жирковского, в 40 км севернее автодороги М1 «Беларусь», на берегу реки Днепр. В 21 км западнее деревни расположена железнодорожная станция Канютино на линии Дурово — Владимирский Тупик. 

## История
В годы Великой Отечественной войны деревня была оккупирована гитлеровскими войсками в октябре 1941 года, освобождена в марте 1943 года.